# Brise marine
 (juin 2010).
Si vous disposez d'ouvrages ou d'articles de référence ou si vous connaissez des sites web de qualité traitant du thème abordé ici, merci de compléter l'article en donnant les références utiles à sa vérifiabilité et en les liant à la section « Notes et références ».
Brise marine est un poème écrit par Stéphane Mallarmé en 1865 à Tournon.
Il est composé de 16 vers en rimes plates et est divisé en deux parties, une de 10 vers et une de 6 vers. Il a fait l'objet de pas moins de huit états successifs. Il est paru dans Le Parnasse contemporain en 1866 puis dans Poésies en 1887.
Il commence par le vers célèbre :  « La chair est triste, hélas ! et j'ai lu tous les livres. ».
Mallarmé y exprime un dégoût du présent insupportable et une volonté irrésistible de partir découvrir un horizon lointain. Le poème est construit par l'énumération de ce que refuse le poète ainsi que par ce qu'il rêve d'atteindre. Mallarmé exprime le désir de voyager ainsi que ce qui le retient, sa peur du naufrage.
Le poème fait également allusion au manque d'inspiration du poète et à son angoisse de la page blanche. Le voyage peut être interprété comme métaphore de l'aventure poétique, un voyage spirituel qui pourrait servir au poète comme source d'inspiration. Sa peur du naufrage pourrait être traduite comme une angoisse de l'échec.

## Adaptations musicales
- 1980 : Brise marine par Jacques Bertin, sur l'album Les Visites au bout du monde[4]
- 1998 : Mallarmé (Brise marine), de Serge Lama, sur l'album Symphonique